# Complesso conventuale di San Bernardino (Alessandria)
Il Complesso Conventuale di San Bernardino è stato uno luogo di culto cattolico, fondato dall'Ordine dei frati Minori della regolare osservanza intorno al 1430. Soppresso dal regime napoleonico nel 1802, fu completamente atterrato nel 1841 per far luogo all'edificio di un nuovo penitenziario realizzato tra il 1841 e il 1845.

## Storia

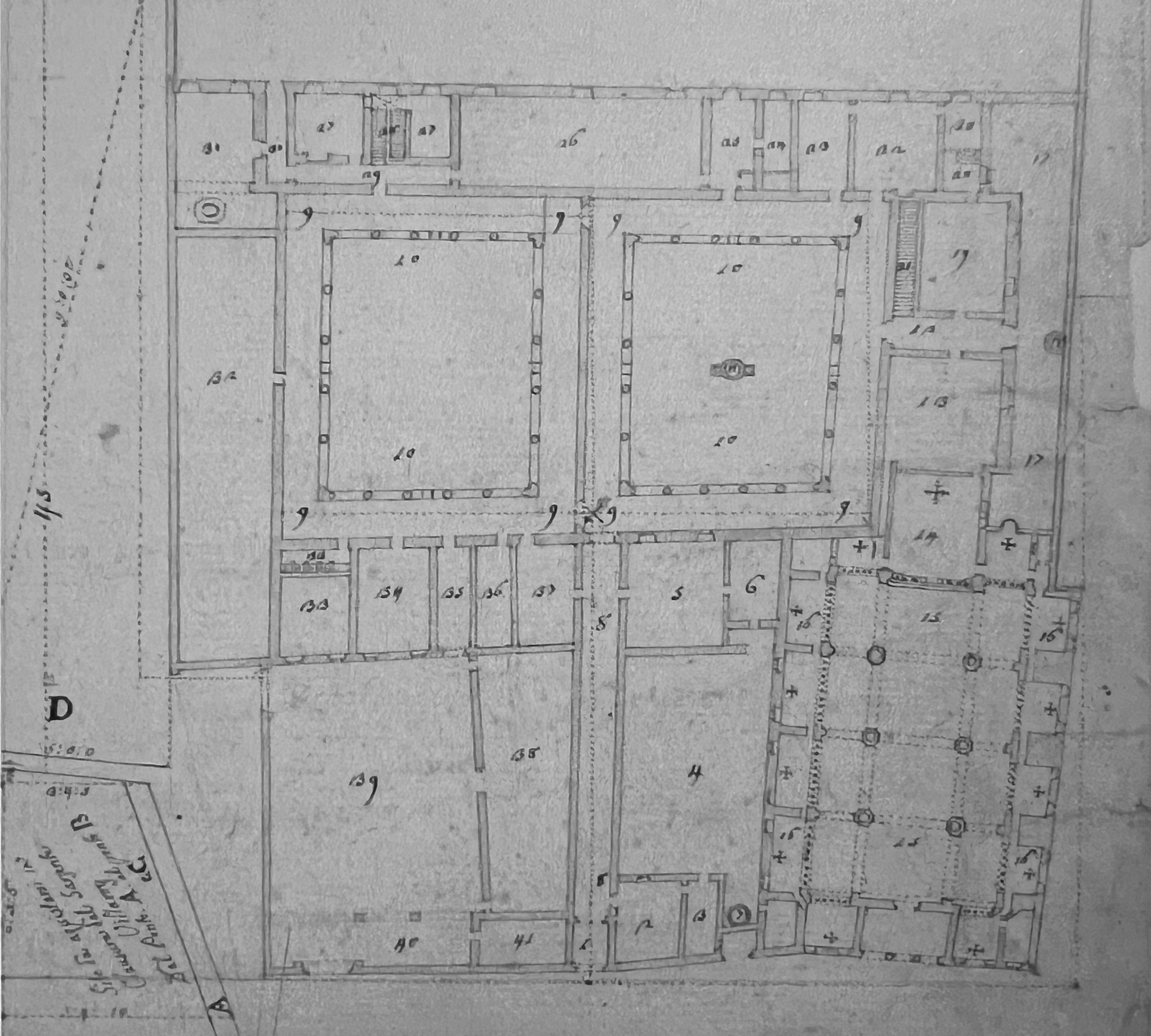
Giuseppe Caselli, Pianta del Convento e Chiesa dei R.R. P.P. Minori Osservanti di San Bernardino della Città di Alessandria, particolare, disegno a penna e acquerello, 10 giugno 1758, Archivio di Stato di Alessandria.

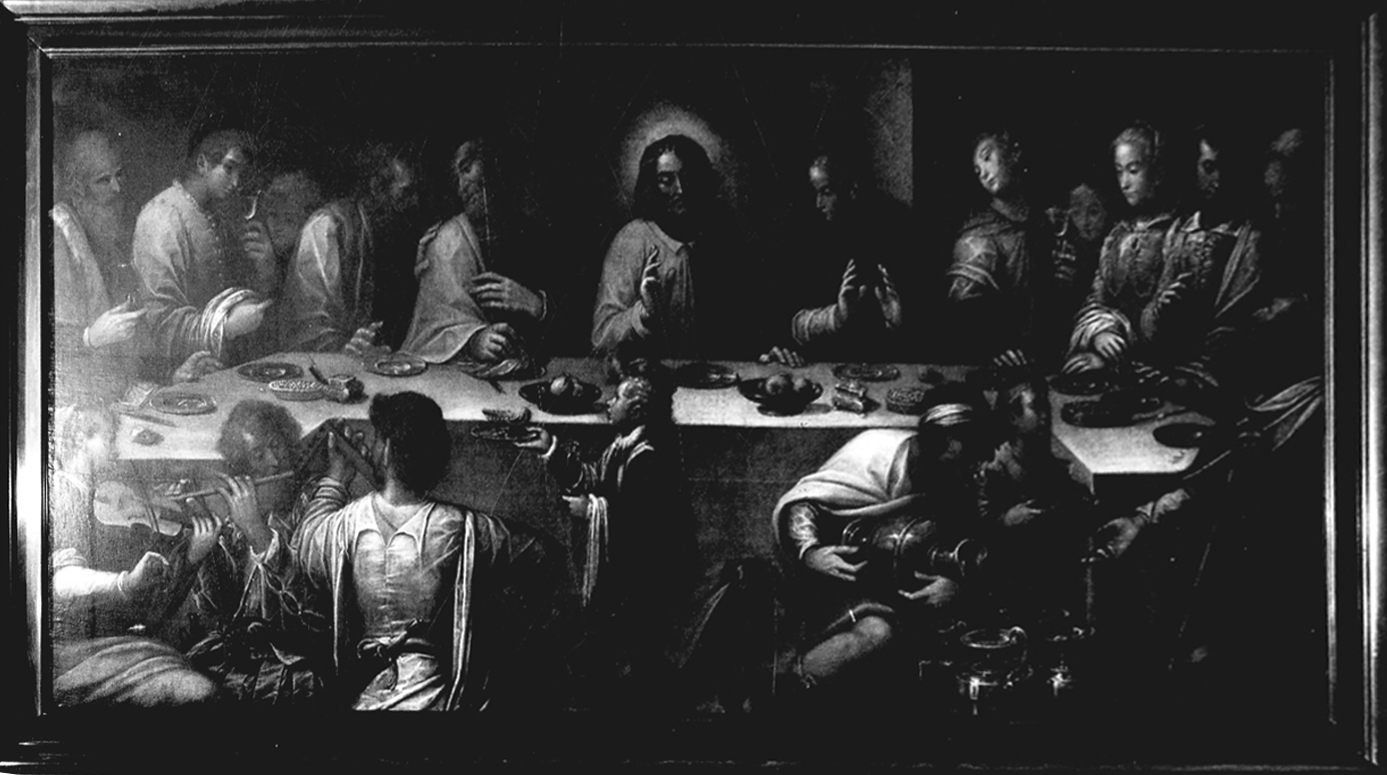
Guglielmo Caccia, Nozze di Cana, olio su tela, post 1623 ante 1625, Azienda ospedaliera Santi Antonio e Biagio e Cesare Arrigo, Alessandria.

### XV secolo
L'annalilsta Girolamo Ghilini scrive che nel 1450, quando papa Niccolò V canonizzò Bernardino da Siena dei frati Minori della Regolare Osservanza, alcune famiglie alessandrine al santo devote, tra cui i Ghilini, Clari, Mantelli e Mazzoni, fecero voto di costruire questa chiesa in suo onore, insieme all'adiacente convento per gli stessi frati osservanti. Si presume che il contributo maggiore lo si sia avuto dalla famiglia Ghilini, che donò il terreno dei chiostri, il dormitorio e il giardino con il prato adiacente. Nello specifico fu soprattutto Manfredo Ghilini (*? †1479), signore di Castelceriolo, che contribuì maggiormente finanziando l'altare - ossia il presbiterio o "cappella maggiore" - e due cappelle, una della Natività, e una in seguito dedicata a san Salvatore da Horta.
Non mancano argomenti per supporre che questa chiesa sia ancora più antica del 1450, anno in cui è stata probabilmente dedicata al santo appena canonizzato, grazie al contributo dei benefattori menzionati. Francesco Gonzaga, già generale dell'ordine e poi vescovo di Mantova, ammette di non essere riuscito a risalire né ad una data né al fondatore del convento: « Intra mœnia Alexandrinæ ciuitatis [...] erectus conspicitur hic conuentus diuo patri Bernardino facer; [...] cujus authorem, aut certe antiquitatem nullo pacto inuestigare potui. ». Riflette, però, ad un tempo, che « Si tamen tum Ecclesiæ, tum quoque reliqui ædificij structuram attendamus, vetustissimus, et fortè eidem beato patri Bernardino coæuus apparebit. ».
Anche Ottavio Porta nelle sue "Memorie del convento di S. Bernardino d'Alessandria", condivide la stessa opinione e menziona gli indizi tratti dalla tradizione, dall'antichità dell'edificio e da alcuni autori che però non cita. Aggiunge anche che un pozzo nel primo chiostro, da sempre denominato "pozzo di san Bernardino", suggerì che questo convento potesse essere stato fondato intorno al 1420 dallo stesso Bernardino da Siena al quale, poi, fu dedicata la chiesa nel 1450, anno della sua canonizzazione. Lo ripete anche nella sua "Concisa descriptio provinciæ observantium Sancti Didaci", dove, riferendosi alla narrazione del Ghilini, scrive: « Attamen juxta veterum traditionem, attenta etiam vetusta ædifcii structura ad mentem seraphici, ab ipsomet divo de Senis primordia sua agnoscit. ».
Sarebbe stato sufficiente osservare la struttura del convento - dichiara un altro storico locale, Giuseppe Antonio Chenna - per riconoscervi la semplicità e l'antichità: «  [...] E veramente basta esaminare alcun poco la struttura del convento, per riconoscervi la semplicità all'antichità congiunta. ». Bernardino da Siena era sicuramente ad Alessandria, aggiunge, anche se gli storici e annalisti non ne fanno menzione. Il vescovo di Lucera, Pietro Ranzano, O.P., nella sua vita di Vincenzo Ferreri, racconta una profezia fatta dal santo ad Alessandria in presenza di un Bernardino ancora giovane: « Prædicante b. Vincentio Alexandriæ; quæ est Lombardiæ civitas, interfuit praedicationi ejus vir ille toto orbe terrarum nunc nominatissimus fr. Bernardinus ordinis Minorum, qui e tempore erat juvenis, multisque ornatus virtutibus; sed nondum celebre in Italia nomen ejus habebatur. ». All'epoca, era ancora giovane, ma è rimasto ad Alessandria come predicatore. Suor Cecilia Della Valle, nella sua cronaca manoscritta del monastero di Santa Chiara, conferma che Bernardino è stato invitato dall'abadessa Margarita dal Pozzo, nel suo passaggio ad Alessandria intorno al 1421, a tenere una predicazione alle sue monache. Egli predicò anche al popolo, oltre che alle monache, come conferma lui stesso nel "Sermone 40, feria 2, post dominicam 6, quadragesima", in cui narra di un miracolo compiuto da lui ad Alessandria, affermando: « Similiter me prædicante in Alexandria de tali nomine Jesu, quidam puer posuit nomen Jesu super una energumena, & confestim extitit liberata. ».
Il frate di Siena viene menzionato più volte nel testamento, dell'11 settembre 1421, di Matteo Inviziati di Alessandria, in cui ordina che venga pubblicato dopo la sua morte e comunicato specialmente a « reverendo fratri Bernardino de Senis de ordine fratrum Minorum » e che l'esecutore della sua volontà sia « suprascriptus fr. Bernardinus de Senis » insieme ad altri nominati nel testamento, « si ei fr. Bernardino placebit habere ipsos nominatos pro sociis ». Si domanda il Chenna: «Chi altro egli fu mai, fuorché il nostro santo conosciuto in Alessandria dal testatore, e qui tuttavia dimorante? ».
È molto probabile che Bernardino, fervente promotore dell'osservanza, abbia gettato almeno le basi del convento e della chiesa per i frati durante il suo soggiorno ad Alessandria, intorno al 1430. Successivamente, come già detto quando fu canonizzato nel 1450, la chiesa gli fu dedicata. È plausibile che gli osservanti già avessero un convento e una chiesa ad Alessandria fin dal 1443, cioè quando papa Eugenio IV, con un breve di quell'anno, autorizzò il padre Giacomo da Binasco, della regolare osservanza di san Francesco, a designare confessore nel monastero di Santa Chiara di Alessandria. Egli stesso assunse l'incarico con un documento del 27 aprile sempre del 1443, redatto in « [...] Alexandria in domibus conventus, ecclesiæ, & fratrum ordinis Minorum s. Francisci, videlicet in domo nunc residentiæ ven. fr. Jacobi de Binasco ordinis prædicti. ». È vero che potrebbe essere stato indicato il convento di san Francesco e la sua chiesa, in cui forse risiedeva o poteva risiedere il frate Giacomo; tuttavia, poiché non si fa riferimento esplicito al convento e alla chiesa di san Francesco, così come veniva definito quello dei frati Conventuali, sembra indicare un altro convento e un'altra chiesa dei frati Minori, specialmente perché si trattava della residenza di un religioso dell'Osservanza.
La congettura di queste supposizioni è rafforzata da un documento del 29 giugno 1463 e relativo ad una sentenza, del 1450, promulgata dal vescovo di Alessandria in qualità di giudice in una causa « inter d. Guardianum, ac fratres, capitulum, & conventum ecclesiæ s. Bernardini de Alexandria parte una, & nob. d. Laurentium Gambarinum ex alia »;. L'arco temporale formato dal 24 maggio, quando fu emessa la bolla di canonizzazione di Bernardino da Siena, al resto dell'anno 1450, appare troppo corto per permettere che il convento di San Bernardino, con la chiesa, il guardiano, i religiosi e il capitolo, avesse già avuto il tempo necessario di essere fondato, ma che fosse anche sorta, contestata e risolta una tale causa. Questo, ragionevolmente, conduce a presumere che la chiesa e il convento esistessero già in precedenza.
All'inizio, dunque, venne edificata una piccola chiesa e, intorno al 1450, fu eretta una chiesa più grande. L'esistenza di una chiesa piccola e, poi, di una più ampia, si può desumere dal testamento di Antonia Ardizzoni del 12 marzo 1458. All'interno del lascito si rimanda ad una "chiesa maggiore di san Bernardino", il che fa supporre l'esistenza di un'altra chiesa più piccola, minore appunto. Questo è anche confermato da un documento del 24 settembre 1459, in cui il signor Antonio Ferrari afferma di aver acquistato da Andrea Trotti una casa e un appezzamento di terreno su cui era stata costruita la chiesa di san Bernardino. Dopo la costruzione di questa chiesa, sembra che il terreno con gli edifici dell'altra chiesa, che non era più in uso, sia stato venduto.
Il convento subì successivi ampliamenti nel 1484, quando furono acquisite due porzioni di terreno e giardini adiacenti al convento dalla famiglia Gambarini, come attestato in un documento del 22 agosto dello stesso anno.

### XVI secolo
In seguito, nel 1509, vi fu un ulteriore ampliamento con l'aggiunta di un giardino, grazie ad un lascito di Antonio Ghilini (*? †1521), dei signori di Movarone, che donò 200 scudi d'oro per l'acquisto di un terreno adiacente al convento da parte dei fratelli Stefano e Giovanni Giacomo Gambarini di « staja quindici e mezzo di terreno alla misura grossa ». Questo fatto è confermato da un documento dell'18 agosto 1509, in cui lo stesso Antonio Ghilini liquida il saldo dei suddetti 200 scudi, parte dei quali aveva già fatto anticipare a suo fratello Ottaviano. Antonio e sua moglie Anna (*1487 †1505) furono sepolti nel presbiterio della chiesa di san Bernardino. Si ricorda il monumento funebre che il marito eresse per la moglie, vicino a dove fu poi egli tumulato, descritto da Giacomo Antonio De Giorgi nel 1836: « Un sepolcro di marmo bianco erigeva nel 1505 all'estinta bellissima e virtuosissima Consorte il Gentiluomo Antonio Ghilini nella Chiesa de' Minori Osservanti denominata di S. Bernardino. In quell'avello venivano ammirate alcune statue, ed in particolare le due al vivo rappresentanti li due Coniugi [...] Quest'opera [...] più non è, e della medesima se ne ignora l'autore ». Il monumento aveva la seguente iscrizione: « Si inusitatam mœroris faciem miraris hospes, hæc perlege, et pro humanorum casuum miseratione in doloris partem venies. Tumulata hic quiesco Anna honesto orta genere, felicior coniugio facta. Sed quid in vita stabile? Ter enixa, postremo liberorum superstite, qui brevi fata mea secutus est, in ipso ætatis flore rapta, cum delectare vita posset, creatori, quod acceperam, reddidi - M.D.V. XIIII kal. septembris. Vixi ann. XVIII. Coniux Antonius Ghilinus mutuæ concordiæ posuit. Æternæ concordis talami memoriæ ædem, atque in æde tumulum Antonius Ghilinus extruxit exornavitque ».

### XVII secolo
Un altro Antonio Ghilini (*? †17.XI.1591), nipote del già citato, insieme a sua moglie Catterina Calcamuggi (viv. 1573), riedificarono il presbiterio della chiesa, presso il quale furono poi sepolti. Sono citati come « Majoris in hoc templo sacelli conditoribus », su una grande lapide in marmo bianco presente nel presbiterio, posta dai figli Benedetto (*1573 †1621) e Francesco (*1594 †1654) a memoria dei loro avi e parenti sepolti in san Bernardino.

### XIX secolo
Nel 1802, in età napoleonica, al complesso conventuale toccò la sorte di numerosi altri siti religiosi, vale a dire la soppressione con la legge del 16 agosto, 28 termidoro dell'anno X. Fu emesso un decreto che estendeva al Piemonte le disposizioni già adottate in Francia per la soppressione di tutte le comunità religiose, ordinando il sequestro dei monasteri e dei conventi e la compilazione di elenchi dei religiosi, dei registri degli edifici e degli inventari dei beni mobili da inviare al Ministero delle Finanze. Venne così trasformato in ospedale e, in seguito, in magazzino militare. Terminata l'occupazione francese Alessandria rientrò nei confini del Regno di Sardegna, e il governo piemontese decise che sull'area di san Bernardino sarebbe stato eretto l'edificio di un nuovo penitenziario; venne indetto un concorso per la circostanza, che fu vinto dall'architetto francese Henri Labrouste. Fu così che nel 1841, dopo circa 400 anni, il complesso conventuale di San Bernardino venne demolito, e il nuovo penitenziario, di forma panottica, realizzato tra il 1841 e il 1845. Certamente il complesso di san Bernardino non subì un'integrale distruzione, seppur si tratti di una minima conservazione, quattro colonne della navata centrale della chiesa furono inserite nel corpo di fabbrica del carcere.

## Descrizione
Si conosce la struttura del complesso conventuale grazie ad una pianta disegnata da Giuseppe Caselli, e datata 10 giugno 1758, dalla quale si possono evincere gli spazi dedicati alla chiesa e quelli per il convento e chiostri. Purtroppo, però, dell’edificio e del suo arredo è rimasto pressoché nulla. Una grande tela di Guglielmo Caccia, anticamente attribuita a Giuseppe Vermiglio, conservata nella sala del Consiglio dell'Azienda ospedaliera Santi Antonio e Biagio e Cesare Arrigo di Alessandria; e si può citare ancora il rilievo in terracotta raffigurante Bernardino da Siena, custodito presso i Musei Civici di Alessandria. Il rilievo è opera del plasticatore alessandrino Francesco Filiberti, attivo nel XV secolo la cui esecuzione è riconducibile agli anni ’70 del Quattrocento.

### Codici, archivistica
- Archivio Disegni di Clemente Rovere (PDF), su drive.google.com, Deputazione Subalpina di Storia Patria.
- Catalogo generale dei Beni Culturali - Casa Circondariale Alessandria "Cantiello e Gaeta", su catalogo.beniculturali.it, Ministero della Cultura, 2018.
- Catalogo generale dei Beni Culturali - Nozze di Cana, su catalogo.beniculturali.it, Ministero della Cultura, 2006.

### Storica, annalistica
- (LA) Francesco Gonzaga, De origine seraphicæ religionis franciscanæ, eiusque prograssibus, de regularis observantiæ institutione, forma, administratione ac legibus, admirabilique eius propagatione [Origine della religione serafica francescana, dei suoi progressi, dell'istituzione della regolare osservanza, della sua forma, amministrazione e leggi, nonché della sua meravigliosa diffusione], Roma, 1587.
- Girolamo Ghilini, Annali di Alessandria, Milano, Gioseffo Marelli, 1666.
- Giuseppe Antonio Chenna, Del Vescovato de' Vescovi e delle Chiese della Città e Diocesi d'Alessandria, Alessandria, Ignazio Vimercati Stampatore, 1786. URL consultato il 20 gennaio 2022.
- Carlo A-Valle, Storia di Alessandria dall'origine ai nostri giorni, vol. 4, Torino, Tipografia fratelli Falletti, 1855. URL consultato il 14 dicembre 2021.
- Guglielmo Schiavina, Annali di Alessandria, a cura di Carlo A-Valle, Alessandria, Barnabè e Borsalino, 1861.
- (LA) Francesco Gasparolo (a cura di), Codex Qui Liber Crucis Nuncupatur, Roma, Typographia Vaticana, 1889.
- Francesco Guasco di Bisio, Famiglie Ghilini, Lanzavecchia, Gavigliani, Straneo, in Tavole genealogiche di famiglie nobili alessandrine e monferrine dal secolo IX al XX, vol. 6, opera postuma riveduta e pubblicata dal figlio Emilio, Casale, Tipografia Cooperativa Bellatore, Bosco & C., 1930.
- Francesco Gasparolo, Francesco Guasco di Bisio, Carlo Parnisetti (a cura di), Raccolta di iscrizioni alessandrine, vol. 10, Biblioteca della Società di storia, arte e archeologia per la Provincia di Alessandria, Alessandria, Carlo Parnisetti, 1935, OCLC 557364064.
- Giacomo Antonio De Giorgi, Notizie sui celebri pittori e su altri artisti alessandrini, in Italica Gens. Repertori di bio-bibliografia italiana, n. 92, Bologna, Arnaldo Forni Editore, 1977  [1836].
- Fulvio Cervini, Roberto Livraghi, Antonella Perin, Maria Carla Visconti Cherasco e Luigi Visconti, Santa Maria del Carmine, a cura di Carlaenrica Spantigati, Alessandria, Parrocchia di Santa Maria del Carmine e Soprintendenza per i Beni Artistici e Storici del Piemonte, 2000.

### Ricerche, studi, pubblicazioni
- Giulio Ieni, Il lapidario medievale e moderno del museo civico di Alessandria, in Carlenrica Spantigati, Giovanni Romano (a cura di), Il museo e la pinacoteca di Alessandria, Alessandria, Cassa di Risparmio di Alessandria, 1986,  pp. 85-99.
- Elena Mandrino, Censimento degli arredi delle chiese cappuccine in area piemontese in età moderna (PDF), in Corso di Dottorato di Ricerca in Scienze Storiche XXVII ciclo, professore e tutor Claudio Rosso, Vercelli, Università degli Studi del Piemonte Orientale Amedeo Avogadro, dipartimento di Studi Umanistici, 2015, DOI:10.20373/uniupo/openthesis/103571.

### Risorse in rete
- Carcere "G. Cantiello – S. Gaeta", su comune.alessandria.it, Comune di Alessandria.
- Alessandria Cantiello, Gaeta. Casa circondariale, su giustizia.it, Ministero della Giustizia.
- Giovanni Battista De Blasis, In memoria degli Agenti di Custodia Gennaro Cantiello e Sebastiano Gaeta, uccisi il 9 maggio 1974 nella rivolta del carcere di Alessandria, su poliziapenitenziaria.it, 9 Maggio 2023.